# プライスクラブ
プライスクラブ（英文名称PRICE CLUB）は、兵庫県神戸市東灘区の貿易会社である株式会社ミツクラが昭和63年に六甲アイランドで開業した輸入品専門店のこと。

## 輸入専門店として
関西では日本に在住する海外出身者から「種類が豊富でバラ買いが可能」として利用者が多い。輸入専門店であり海外スーパーマーケットで販売されている物品のみを取り扱い、日用品や食料品、雑貨などを販売している。またインターネットショップも運営しており、会員になれば自宅にいながらにして海外用品を購入する事が可能。